# Osmylops armatus
Osmylops armatus là một loài côn trùng trong họ Nymphidae thuộc bộ Neuroptera. Loài này được McLachlan miêu tả năm 1867.